# Charles Brooke
Charles Brooke (3 juni 1829-17 mei 1917) was radja van Sarawak van 3 augustus 1868 tot aan zijn dood in 1917. Hij volgde zijn oom James Brooke op als tweede blanke radja van Sarawak.

## Biografie
Charles werd geboren als Charles Anthoni Johnson in Burnham-on-Sea, Somerset in Engeland als de zoon van Francis Johnson en zijn vrouw Emma Brooke, de jongere zus van James Brooke. Francis en Emma hadden elf kinderen en Charles was nummer vijf.
Charles verhuisde naar Sarawak en in 1865 benoemde radja James Brooke hem tot zijn opvolger.
In 1869 trouwde hij met Margaret Alice Lili de Windt, ze kregen zes kinderen, van wie er drie de kindertijd overleefden.
- Dayang Ghita Brooke (1870-1873)
- James Harry Brooke (1872-1873)
- Charles Clayton Brooke (1872-1873)
- Charles Vyner Brooke (1874-1963)
- Bertram, Tuan Muda (1876-1965)
- Harry Keppel Brooke, Tuan Bongsu (1879-1926)

Charles zette het werk van zijn oom verder en vocht tegen piraterij, slavernij en koppensnellen. In 1891 opende hij het Sarawak Museum, het allereerste museum op het eiland Borneo. Toen Charles stierf was Sarawak een protectoraat geworden van het Verenigd Koninkrijk.

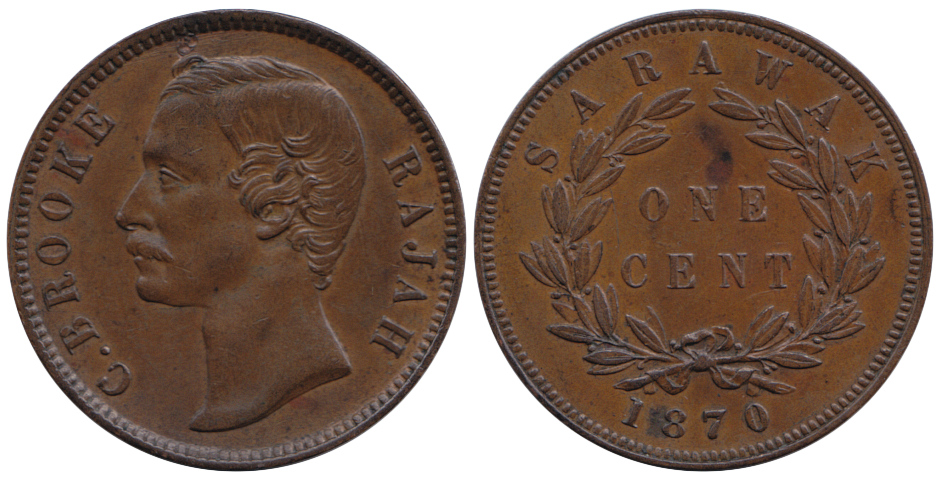
Munt van 1 cent 1870 met portret van Charles Brooke.